# 亚敏贡
亚敏贡（英語：Amingaon）是印度阿萨姆邦坎如普縣的县治所在地，位于布拉马普特拉河北岸。

## 地理
印度31号国道穿过亚敏贡，最近的机场是古瓦哈蒂机场 。